# شکرالله قهرمانی
شکرالله قهرمانی (۱۲۶۱ – ۱۳۲۷ ه‍.ش) معرفی به شُکری، موسیقی‌دان ایرانی بود.

## زندگی‌نامه
شکرالله خان برادر اسماعیل قهرمانی، موسیقی‌دان شهیر ایرانی بود و موسیقی را در ابتدا از اسماعیل خان فرا گرفت. بعدتر شاگرد درویش‌خان شد و در شعبهٔ موسیقی دارالفنون ساز ابوآ نیز می‌نواخت. وی همچنین نزد آقا حسینقلی نیز شاگردی کرد. شکری با عارف قزوینی نیز نزدیک بود و در کنسرت‌های او شرکت می‌کرد و عملاً تنها نوازندهٔ همراه او بود (شکری برای عارف تار می‌نواخت). همچنین با حبیب شاطرحاجی خوانندهٔ اصفهانی نیز همکاری داشت.
شکری همچنین به حسین سمیعی (ادیب‌السلطنه) بسیار نزدیک بود و نوازندهٔ اختصاصی تار برای او بود. میزان نزدیکی او به خانوادهٔ ادیب‌السلطنه چنان بود که برخی به وی «شکری ادیب‌السلطنه» نیز می‌گفتند.
او عضو ارکستر جمعیت «اخوان صفا» نیز بود که به همراه غلامرضا نیستی، ارفع‌الملک، یوسف صفایی، یحیی قوام‌الدوله‌ای، فخام‌الدوله، اسماعیل قهرمانی، درویش‌خان و علی‌نقی وزیری در اعیاد مذهبی، جشن‌ها و برنامه‌های هنری، به‌هنگام زلزله و آتش‌سوزی به نفع مؤسسه‌های خیریه و مردم نیازمند کنسرت اجرا می‌کردند.
در اواخر عمر، شکرالله خان از کار افتاده شد و قمرالملوک وزیری در کنسرتی که به نفع او برگزار کرد آواز خواند. شکری نیز در نکوداشت قمرالملوک وزیری تصنیفی در بیات ترک ساخت که با بیت «به دل جز غم آن قمر ندارم / خوشم که غم دگر ندارم» آغاز می‌گردد؛ شعر این تصنیف از محمدتقی بهار (ملک الشعرا) است و آواز آن را ناهید نیک‌بخت با همراهی تار (به اجرای یحیی زرین‌پنجه) و ویولن خوانده بود. اکبر خان نوروزی از شاگردان شکری بود.